# Аплакофоры
Аплакофоры (лат. Aplacophora) — ранее выделяемый класс моллюсков, лишённых раковины. Тело этих моллюсков в большинстве случаев сильно вытянуто в длину, что создаёт некоторое внешнее сходство с червями.
В литературе существуют различные мнения по поводу количества классов моллюсков. Класс аплакофоры используется в некоторых старых работах и является объединением классов ямкохвостых (Caudofoveata) и бороздчатобрюхих (Solenogastres), хотя, скорее всего, эти классы не являются близкородственными.

## Описание
Аплакофоры встречаются на различных глубинах, иногда на очень больших (3—4 тысячи метров). Обитают в илистых грунтах, питаясь детритом, либо на стволах полипов, объедая их. Поскольку строение этих моллюсков довольно примитивно (отсутствуют органы зрения и слуха), они малоподвижны и однообразны в поведении.
У большинства форм на брюшной стороне есть бороздка, в которой находится тонкая, покрытая мерцательным эпителием кожная складка — рудимент ноги. Другие участки тела покрыты плотной кутикулой, достигающей у некоторых форм большой толщины.